# 特爾納瓦區
48°22′25″N 17°35′42″E / 48.37361°N 17.59500°E

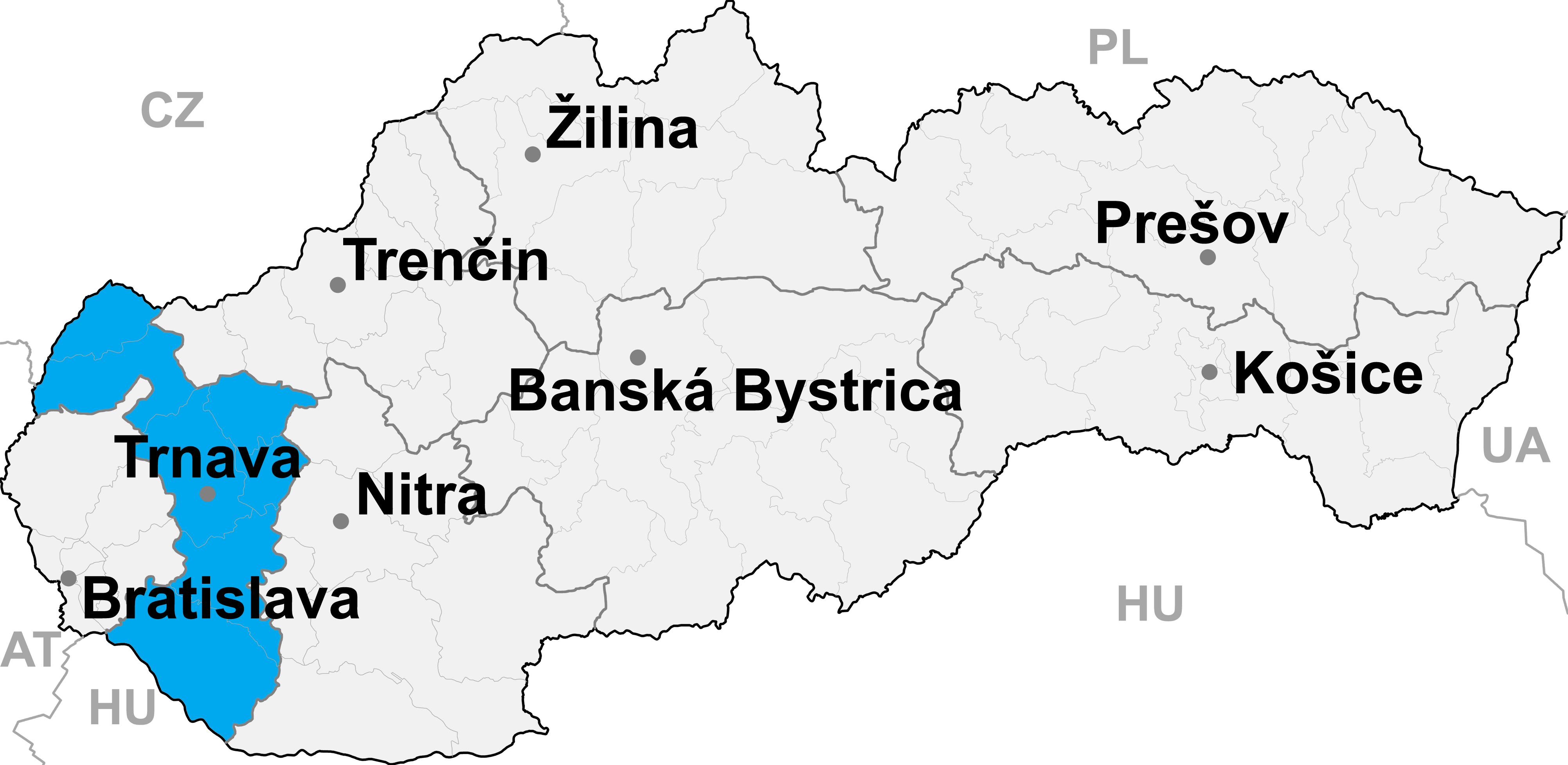

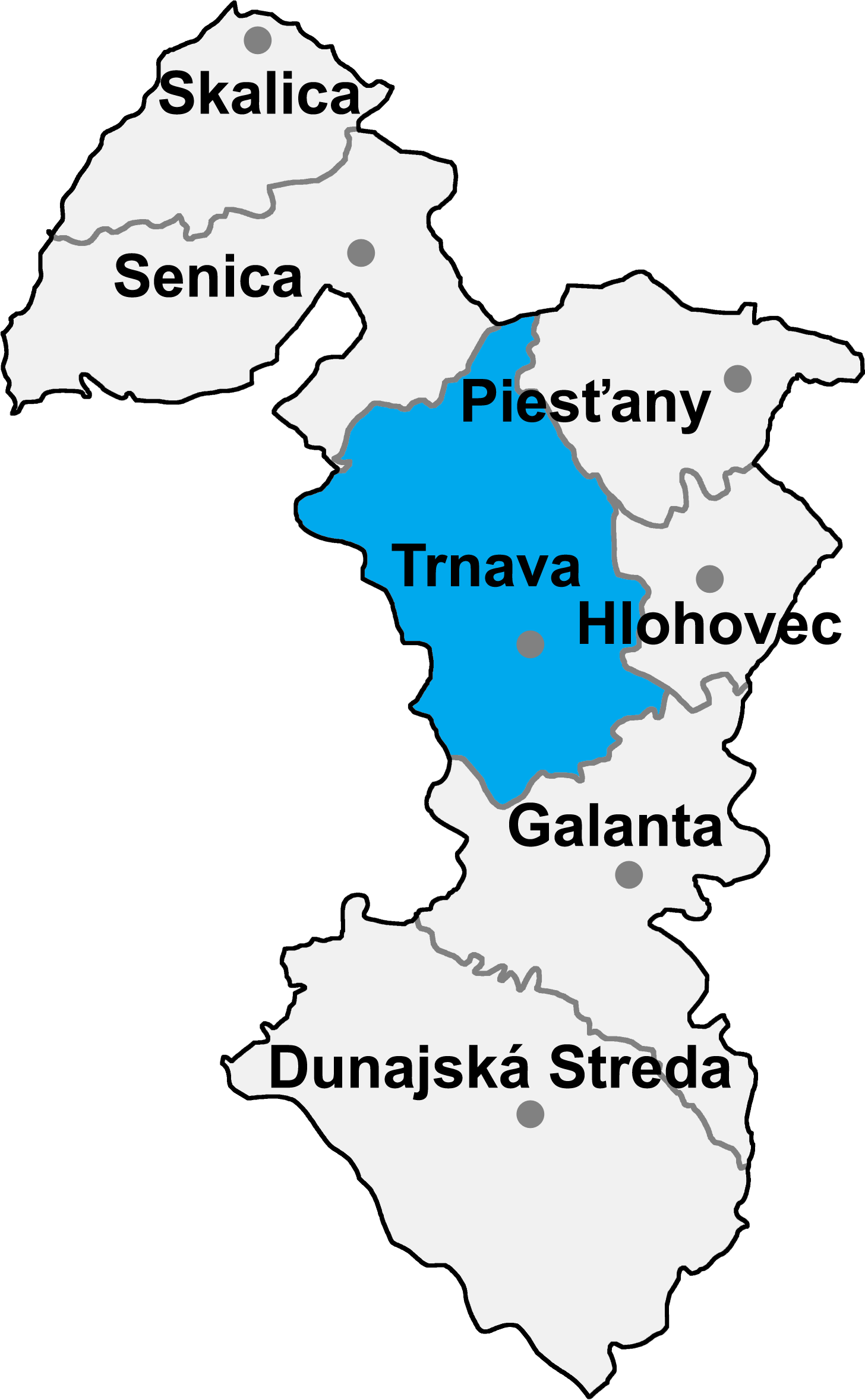

特爾納瓦區，是斯洛伐克的一個區，位於該國西部，由特爾納瓦州負責管轄，面積741平方公里，2001年該區人口126,864，人口密度每平方公里170人。